# Shailyashikhar
Shailyashikhar (en népalais : शैल्यशिखर) est une municipalité du Népal située dans le district de Darchula. Au recensement de 2011, elle comptait 22 060 habitants.
Elle regroupe les anciens comités de développement villageois de Sikhar, Dethala, Ranisikhar, Gwani, Boharigau et Gokuleswor.